# Eufemo

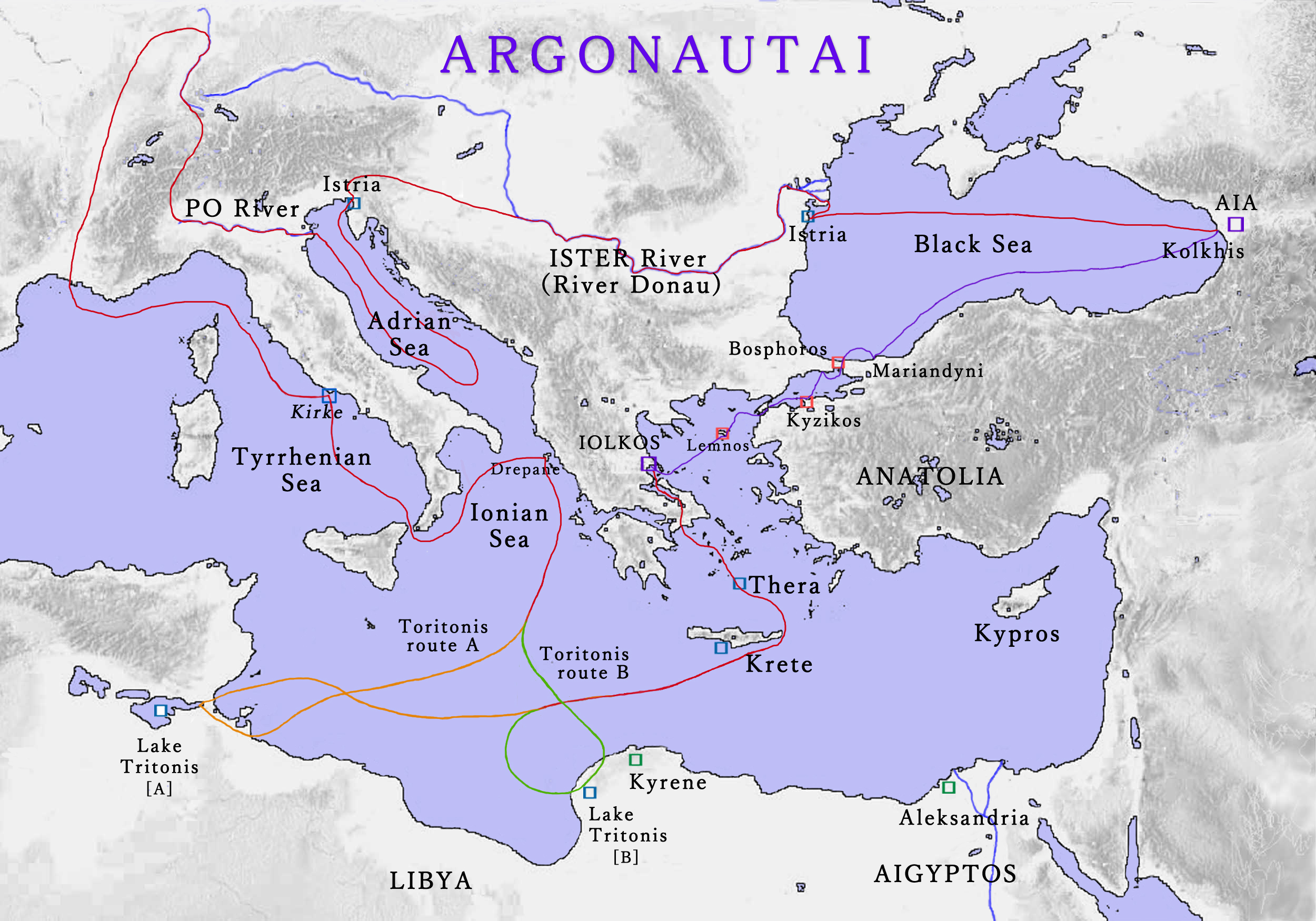
Mapa del vaije de Jasón y los argonautas en el que, según la mitología, Eufemo participó. El mito forma parte de la historia de fundación de Cirene, en Libia.

En la mitología griega, Eufemo (en griego Εὔφημος, Eὔphēmos; esto es «de buena reputación»), es un personaje principalmente conocido por ser uno de los tripulantes de la expedición de los argonautas, además de ser uno de los pocos nombres que aparecen en todas las versiones del mito. Se dice incluso que era el más veloz de entre sus compañeros. Se dice que Eufemo tenía como don recibido de Poseidón el de pasar, sin sufrir daño, a través del mar como por la tierra. Eufemo era el vigía de la Argo y el timonel, guiándolos desde la proa. A Eufemo también se le cuenta entre los participantes de la cacería del jabalí de Calidón. A Eufemo, como a muchos otros argonautas, se le cuenta como uno de los minias.

### Familia
En cuanto a su abolengo, se dice que su madre, la prudente Mecionice (o Mecionica), tras mezclarse con Poseidón, lo dio a luz en Hiria. Mecionice es una hija de Eurotas. Otros dicen que nació de Poseidón y de Europa —ora hija de Ticio, ora de Orión— y que esta antaño lo parió en las riberas del Cefiso. Tzetzes, para complicarse, dice que la consorte de Poseidón y madre de Eufemo pudo ser una tal Doris, referida como hija de Europa.
Eufemo tuvo por mujer a Laónome, hermana de Heracles, e hija de Anfitrión y de Alcmena, aunque no se reconocen hijos habidos de esta unión. Eufemo tuvo relaciones con una mujer natural de Lemnos, llamada Lamaque, Malica o Malaque; esta la alumbró a Leucófanes; de este desciende Bato, el fundador de Cirene. Bato, debido a las guerras civiles de Tera, consultó a un oráculo y así resolvió trasladarse a Libia, en donde fundó Cirene.

### Expedición de los Argonautas
Eufemo era natural de la región laconia y se dice que vivía en Ténaro. Cuando se enroló en la expedición los poetas dicen que dejó atrás los barrancos del cabo Málea y las mansiones bañadas por el mar. Cuando el Argo estaba frente a las rocas Simplégades, liberó una paloma, y cuando estas intentaron cerrarse sobre el pájaro, sólo le arrancaron las plumas de la cola. Aprovechando ese instante pasaron rápidamente, casi sin peligro.
Eufemo tienen un papel fundamental en el mito de la colonización griega de Libia y la fundación de Cirene. En la versión de Píndaro a Eufemo, como antepasado de los colonizadores, se le relata profecía en boca de la propia Medea. Cuando los argonautas se detienen en el lago Tritonis de Libia allí encuentran a Eurípilo, hijo de Poseidón, que les ofrece una gleba de tierra en señal de hospitalidad. Eufemo toma el terrón con instrucciones de arrojarlo al suelo junto a la entrada del inframundo en el Ténaro, mediante el cual sus descendientes de cuarta generación gobernarían sobre Libia. El terrón es arrastrado accidentalmente por la corriente hasta la isla de Tera, desde donde Libia es colonizada por Bato de Tera, un supuesto descendiente lejano de Eufemo (tras diecisiete generaciones).
Las Argonáuticas parecen seguir una versión diferente. Apolonio nos dice que cuando los argonautas llegaron cerca del lago Tritonis, Eufemo acepta el terrón de Tritón. Este primero se presenta como Euripilo pero más tarde revela su verdadera identidad divina. Más tarde Eufemo sueña que el terrón produce gotas de leche y luego se transforma en una mujer; en su sueño, tiene relaciones sexuales con la mujer, y al mismo tiempo llora por ella como si estuviera siendo amamantada por él; entonces ella le dice que es hija de Tritón y Libia y la nodriza de los futuros hijos de Eufemo, y le ordena que la confíe al cuidado de las Nereidas, prometiéndole que volvería en el futuro para proporcionar un hogar a los hijos de Eufemo. Eufemo consulta a Jasón sobre este sueño y, siguiendo su consejo, arroja el terrón al mar, que se transforma en la isla de Calista (Tera). Más tarde, la isla sería colonizada por los descendientes de Eufemo, que habían sido expulsados de Lemnos y no habían encontrado refugio en Esparta.

## Otros personajes
- Otro Eufemo, hijo de Treceno. Era un caudillo de los Cicones de Tracia, en el lado de los troyanos, y es mencionado en el libro II de la Ilíada.[23][24]
- Otro Eufemo más fue el padre de Euríbato, que se enfrentó a la monstruosa Síbaris.[25]
- Eufemo también se cuenta en la legendaria genealogía de los poetas Homero y Hesíodo; fue hijo de Filoterpes y padre de Epífrades.[26]